# Hanna Klein (ciclista)
Hanna Klein (16 de septiembre de 1987) es una deportista alemana que compite en ciclismo de montaña en la disciplina de campo a través. Ganó una medalla de bronce en el Campeonato Mundial de Ciclismo de Montaña de 2013, en la prueba por relevos.

## Palmarés internacional
| Campeonato Mundial | Campeonato Mundial           | Campeonato Mundial | Campeonato Mundial         |
| Año                | Lugar                        | Medalla            | Competición                |
| ------------------ | ---------------------------- | ------------------ | -------------------------- |
| 2013               | Pietermaritzburg (Sudáfrica) | Medalla de bronce  | Campo a través por relevos |